# Kacper Chodyna
Kacper Chodyna (Drawsko Pomorskie, 1999. május 24. –) lengyel korosztályos válogatott labdarúgó, a Zagłębie Lubin hátvédje.

## Pályafutása

### Klubcsapatokban
Chodyna a lengyelországi Drawsko Pomorskie városában született. Az ifjúsági pályafutását az Ina Ińsko és a Światowid Łobez csapatában kezdte, majd 2012-ben a Lech Poznań akadémiájánál folytatta.
2017-ben mutatkozott be a Zagłębie Lubin tartalék, majd 2020-ban az első osztályban szereplő felnőtt keretében. A 2018–19-es szezon első felében a másodosztályú Bytovia Bytów csapatát erősítette kölcsönben. Először a 2020. február 9-ei, Piast Gliwice ellen 2–0-ra elvesztett mérkőzésen lépett pályára. Első gólját 2020. november 21-én, a Stal Mielec ellen 2–2-es döntetlennel zárult találkozón szerezte meg.

### A válogatottban
Chodyna az U16-ostól az U20-asig minden korosztályú válogatottban képviselte Lengyelországot.

## Statisztikák
2023. március 11. szerint
| Klub                       | Szezon   | Osztály     | Bajnokság | Bajnokság | Kupa és Ligakupa | Kupa és Ligakupa | Nemzetközi | Nemzetközi | Összesen | Összesen |
| Klub                       | Szezon   | Osztály     | Meccs     | Gól       | Meccs            | Gól              | Meccs      | Gól        | Meccs    | Gól      |
| -------------------------- | -------- | ----------- | --------- | --------- | ---------------- | ---------------- | ---------- | ---------- | -------- | -------- |
| Bytovia Bytów (kölcsönben) | 2018–19  | I Liga      | 3         | 0         | 1                | 0                | —          | —          | 4        | 0        |
| Zagłębie Lubin             | 2019–20  | Ekstraklasa | 1         | 0         | 1                | 0                | —          | —          | 2        | 0        |
| Zagłębie Lubin             | 2020–21  | Ekstraklasa | 24        | 2         | 1                | 0                | —          | —          | 25       | 2        |
| Zagłębie Lubin             | 2021–22  | Ekstraklasa | 32        | 4         | 3                | 0                | —          | —          | 35       | 4        |
| Zagłębie Lubin             | 2022–23  | Ekstraklasa | 23        | 4         | 1                | 0                | —          | —          | 24       | 4        |
| Zagłębie Lubin             | Összesen | Összesen    | 80        | 10        | 6                | 0                | 0          | 0          | 86       | 10       |
| Összesen                   | Összesen | Összesen    | 83        | 10        | 7                | 0                | 0          | 0          | 90       | 10       |